# Besermyan
Les Besermyans, ou Biserman, Besermans ou Besermens (en russe : бесермяне, en oudmourte : бесерманъёс, et en tatar : бисермәннәр) sont un peuple finno-ougrien présent  en Russie.
Le recensement de l'Empire russe de 1897 a répertorié 10 800 Besermyans. En 1926, il y avait 10 000 Besermyans en Russie et en 2002, il n'en a été recensé seulement 3122.
Les Besermyans vivent dans les districts de Ioukamenskoïe, Glazov, Balezino et Yar au nord-ouest de l'Oudmourtie. Il existe dix villages d'ethnie Besermyans en Russie ainsi que 41 villages avec une population notable.

## Histoire
Selon une théorie, les Besermyans sont d'origine turque, ils pourraient être des descendants des bulgares de la Volga. Au XIIIe siècle, lors de son voyage en Mongolie, l'envoyé papal Plano Cerpini a affirmé que les Besermys étaient des sujets des Mongols. Les chroniques russes faisaient parfois mention du mot Besermyan, mais il n'est pas certain que le terme ait le même sens pour désigner le groupe car il s'agissait d'une dérivation courante du terme « musulman ». Il est probable que le terme ait eu un usage plus large avant de devenir un ethnonyme.

## Culture
La langue des Besermyans est un dialecte de la langue oudmourte avec des influences tatares.
Certaines traditions besermyennes diffèrent des coutumes oudmourtes en raison de l'influence islamique qu'on eu les besermyans durant les périodes du Khanat bulgare de la Volga et Khanat de Kazan.
Selon la chercheuse Shirin Akiner, la plupart des Besermyans pratiquent l'islam sunnite.